# Chloranthus henryi
Chloranthus henryi är en tvåhjärtbladig växtart som beskrevs av William Botting Hemsley. Chloranthus henryi ingår i släktet Chloranthus och familjen Chloranthaceae. Utöver nominatformen finns också underarten C. h. hupehensis.